# MSNP
MSNP är ett protokoll från Microsoft som programmet Windows Live Messenger använder sig av. Protokollet möjliggör chatt och kommunikation över internet. Det finns ett antal klienter till det:
- Windows Live Messenger
- kMess
- Miranda IM